# 柳庆
柳庆（517年—567年1月24日），字更兴，河东郡解县（今山西省运城市临猗县）人，出自河东柳氏西眷，北魏、西魏、北周官员。

## 生平
柳庆的五世祖柳恭在后赵担任河东郡太守，后来因为前秦、后赵战乱纷争，于是带领百姓南迁，居住于汝水、颍水之间，所以家族世代在江南做官。祖父柳缉是刘宋司州别驾、兼任宋安郡太守。父亲柳僧习是南齐奉朝请，在北魏景明年间与豫州刺史裴叔业占据豫州归附北魏，历任北地郡颍川郡二郡太守、扬州大中正。
柳庆小时候聪明机敏有器量，博览群书，不钻研章句之学，喜欢喝酒，熟悉应口对答。柳庆虚岁十三时有次在夏天晒书，柳僧习对他说：“你虽然聪明，我还没有专门对你测试。”于是让柳庆从杂赋集中取出一篇赋，有一千多字，柳庆立刻读了三遍，当即可以背诵，没有一字遗漏。当时柳僧习担任颍川郡太守，当地与京城洛阳接壤，居住的大多是豪门大族。到了将要选拔乡官的时候，他们都依仗权贵势力，争先托人来走门路，乡官的选用还没有确定。柳僧习对儿子们说：“权贵来走门路的，我都不用。但他们派来的人将要返回，都需要有答复。你们按照自己的看法为我写封信。”柳庆于是草拟了一封信说：“下官受到朝廷委托，有能力的进荐，没有才干的黜退。这是朝廷一贯的制度。”柳僧习读了信，感叹的说：“这儿子有志气，男子汉应该是这样。”随即按照柳庆所草拟的信分报出去。
柳庆过继给四叔，虚龄十八岁时生父柳僧习去世，议论的人不同意柳庆服亲生儿子的重丧。柳庆哭着说：“礼应该顺应人情，如果在过继的人家还有服斩衰的情况，那么可以不为亲父服斩衰而改替出继之家服斩衰。如今四叔去世已久，实际情况不能为他追服，哪能改变礼制，违背天性呢！”当时人们都不能说服他，柳庆就用草垫做席，土块做枕，替生父服丧。柳僧习下葬后，柳庆和几个哥哥一起背土垒成坟墓。服丧结束后，柳庆以奉朝请为起家官，出任中坚将军、北雍州府录事参军。
魏孝武帝元修将要西迁时，任命柳庆为散骑侍郎，柳庆奉命乘驿站马匹飞驰入关。柳庆到达高平见到宇文泰，共同商议近期大事。宇文泰立刻请求奉迎魏孝武帝，又命令柳庆先回洛阳汇报。当时贺拔胜在荆州，魏孝武帝屏退左右，对柳庆说：“高欢驻军在黄河以北，关中兵马还没到，我想去荆州，你意下如何？”柳庆回答说：“关中城池固若金汤，纵横千里，是天下强盛的地区。宇文泰忠诚奋发，是朝廷的良臣。凭着陛下的圣明，依仗宇文泰的作用，进可以向东控制群雄，退可以闭关而巩固天府。这是万全之计。荆州地理上没有险要之处，民众少且弱，外受南梁的逼迫，内受高欢党徒的抵抗，这样恐怕只会危亡，哪能巩固帝王宏大的基业呢？按照臣的判断，那样行不通。”魏孝武帝完全采纳了柳庆的意见。
等到魏孝武帝西迁的时候，柳庆因为母亲年老没有跟从。大统五年（539年），独孤信镇守洛阳，柳庆才得以入关，出任相府东阁祭酒，兼任记室，转任户曹参军。大统八年（542年），柳庆升任大行台郎中，兼任北华州长史。大统九年（543年），西魏军队东征，柳庆被留在恒农郡负责建造桥梁。大统十年（544年），柳庆出任尚书都兵郎中，大行台郎中如故，并兼任记室。
当时时北雍州向朝廷献白鹿，群臣想草拟奏表表示祝贺。尚书苏绰对柳庆说：“近代以来，文章追求华丽，到了江东，更加轻浮。洛阳的后辈还在效法此风。宇文丞相统帅百姓，创立制度，你的职务是负责文书工作，应该撰写这道奏表，来革除之前的文风弊端。”柳庆拿起笔马上写好了，文章质朴又有文采。苏绰读文笑着说：“枳橘尚且可以改变自己的特性，何况是才子呢。”柳庆很快以本官兼任雍州别驾。
广陵王元欣是西魏的宗室亲属，他的外甥孟氏多次为非横行，有人告发孟氏偷牛。柳庆把孟氏捉拿归案，审问清楚实情，立即下令将他关押起来。孟氏完全没有一点害怕的申请，竟然对柳庆说：“现在如果给我加上镣铐，以后再怎样把它脱下来？”元欣也派遣使者申辩孟氏无罪，孟氏因此更加骄横。柳庆于是召集所有官吏，大声宣布孟氏依仗权贵亲戚，欺压残害百姓的罪状。说完以后，柳庆就下令用竹板把孟氏打死。此后权贵亲戚不敢妄为，不敢肆意妄为。
有个商人携带黄金二十斤前往京城做生意，寄居在别人家中。他每次将要外出，经常自己掌管着钥匙。没多久，房门还像平常那样锁着而黄金却失窃了。商人认为是房东偷了黄金，郡县官吏讯问，房东于是被迫认罪。柳庆听说后为之叹息，把商人召来询问：“你的钥匙平时放在什么地方？”商人回答说：“常常带在自己身边。”柳庆说：“曾经与人一起夜宿吗？”商人说：“没有。”柳庆又问：“曾经与人一起喝酒吗？”商人说：“前几天曾与一个和尚两次畅饮，喝醉后白天睡着了。”柳庆说：“房东只是受不了刑讯的痛苦屈打成招，并非盗贼。那个和尚才是真的盗贼。”柳庆当即派遣官吏逮捕和尚，和尚竟然带着黄金逃匿，最后还是将他逮捕，尽数查获失窃的黄金。大统十二年（546年），西魏改三十六曹为十二部，诏令以柳庆为计部郎中，雍州别驾如故。
有一胡人家被打劫，郡县官员审问追查，没有谁制定贼人的踪迹，邻居被囚禁的很多。柳庆认为贼人很多，似乎是乌合之众，既然不是故交，必定互相猜疑，可以诱骗他们找出罪犯。柳庆于是写了一些匿名信分贴在官府门上说：“我们合伙抢劫胡人家，人员混杂，最终恐怕要泄露。现在想自首，担心不能免于杀头。如果允许先自首的免罪，我就来告发。”柳庆接着又贴出免罪的告示。过了两天，广陵王元欣的一个家奴反绑双手到告示前自首，通过此人追究到底，把抢劫的团伙一网打尽。柳庆主持公道明察秋毫都如此类，他经常感叹说：“昔日定国的父亲于公审理案件没有私心，开了一道高门来等待子孙封高官时使用。倘若此话灵验，我大概和他差不多吧。”大统十三年（547年），柳庆被封为清河县男，食邑二百户，兼任尚书右丞，代理计部。大统十四年（548年），柳庆正式担任尚书右丞。
宇文泰曾经被安定国的大臣王茂激怒，将要杀掉他，实际上并非王茂的罪过。朝廷大臣都知道，但没有人敢劝谏。柳庆进谏说：“王茂没有犯罪，为什么要杀他？”宇文泰更加愤怒，声色俱厉，对柳庆说：“王茂该死，你如果要辨明他没有罪，也必须连带治罪。”于是把柳庆捉到面前。柳庆语气不屈，高声说：“私下听说君王不通达事理就是不明，臣子见错不争就是不忠。柳庆谨慎竭尽愚忠，实在不敢吝惜一死，就怕您成为不明智的君王罢了。希望您认真的考虑。”宇文泰这才醒悟过来赦免王茂，已经来不及了，宇文泰默然无语。次日，宇文泰对柳庆说：“我没听你的话，最终让王茂含冤而死。可赐给王茂家钱财绸缎，来表示我的过失。”柳庆很快进爵为子爵，增加食邑三百户。大统十五年（549年），柳庆加号平南将军。大统十六年（550年），宇文泰东征东魏，以柳庆为大行台右丞，加抚军将军。回师后柳庆转任尚书右丞，加通直散骑常侍。魏废帝元钦初年，柳庆担任民部尚书。
柳庆仪容举止庄重严肃，明辨事物的关键。宇文泰每次发号施令，常常让柳庆宣读。柳庆天性刚强正直，什么也不回避，宇文泰也因此非常仰仗他。魏废帝二年（552年），柳庆出任车骑大将军、仪同三司。魏恭帝拓跋廓初年，柳庆进位骠骑大将军、开府仪同三司、尚书右仆射，转任左仆射，兼任著作。北周六官创建后，柳庆出任司会中大夫。周孝闵帝宇文觉登基后，柳庆被赐姓宇文氏，进爵平齐县公，增加食邑总计一千五百户。
晋公宇文护开始摄政时，想要引用柳庆为心腹，柳庆推辞，因此和宇文护心意大为抵触。柳庆又与杨宽有矛盾，等到杨宽参与主持朝政，柳庆就被疏远猜忌，外调万州刺史。周明帝宇文毓很快醒悟，将柳庆留下担任雍州别驾，兼任京兆尹。武成二年（560年），柳庆出任宜州刺史。柳庆自从担任郎官直到担任司会，官府仓库的物资储备都是他的职责范围，等到在宜州时，杨宽担任小冢宰，他将柳庆原来的属吏囚禁起来，想要寻找柳庆的罪过。一共审查了六十多天，有些官吏已经死于监狱，始终没有说出什么，仓库中只有剩余的几匹锦缎，当时的人都佩服柳庆的清廉谨慎。保定三年（563年），柳庆又入朝担任司会。
当初，柳庆的哥哥柳桧担任魏兴郡太守，为贼人黄众宝杀害。柳桧三个儿子都年幼弱小，柳庆抚养他们非常真诚纯厚。后来黄众宝带领部下归附北周，朝廷以优厚的礼节对待他。过了几年，柳桧次子柳雄亮大白天在长安城亲手杀死了黄众宝。晋公宇文护听说后大怒，将柳庆和他的子侄捉拿囚禁起来。宇文护责备柳庆说：“国家的法纪都是你们制定出来的。即便有私人恩怨，难道可以擅自杀人吗？”柳庆回答说：“我听说父母之仇不共戴天，兄弟之仇不同处一国。您用孝道治理天下，为什么用此事责怪我呢？”宇文护更加愤怒，柳庆的言辞深色一点也不屈服，最终获得赦免。天和元年十二月廿九日（567年1月24日），柳庆在长安永贵里住宅中去世，虚岁五十，朝廷赠予敷绥丹三州诸军事、敷州刺史，谥号景。天和二年太岁丁亥二月癸卯朔十八日庚申（567年3月14日）附葬于小陵原母亲寿昌郡君赵氏的墓旁，儿子柳机继承爵位。

## 家族

### 八世祖
- 柳轨，西晋尚书吏部郎[3]

### 六世祖
- 柳耆，后赵太傅[3]

### 五世祖
- 柳恭，河东郡太守[3]

### 祖父母
- 柳缉，隋郡内史[31]
- 清河崔氏[31]

### 父母
- 柳僧习，北魏北地郡颍川郡二郡太守[3]
- 天水赵氏，封寿昌郡君[31]

### 兄弟姐妹
- 柳鷟，北魏豫州长史、帐内都督、方舆子
- 柳虬，西魏车骑大将军、仪同三司、秘书监、美阳孝男
- 柳桧，西魏抚军将军、大都督、魏兴郡华阳郡二郡太守、万年县子
- 柳氏，嫁西魏尚书郎中、代理南秦州刺史、抚军将军、岐州刺史、寻阳伯赵仲懿

### 夫人
- 裴丽华，乳名女王，出自河东裴氏定著五房之一的南来吴裴，北魏使持节、散骑常侍、都督豫雍兖徐司五州诸军事、征南将军、豫州刺史、兰陵郡开国公，赠骠骑大将军、开府仪同三司、谥号忠武公裴叔业曾孙女，员外散骑常侍、辅国将军、中散大夫、兰陵公，赠平南将军、豫州刺史、谥号敬公裴谭第四女，魏前二年封始平县君，魏后元年封常乐郡君，开皇五年封建安国太夫人，开皇七年八月廿九日（587年10月6日）在长安安业里去世，虚岁六十七，开皇八年岁次戊申正月辛未朔十四日甲申（588年2月16日）与柳庆合葬于小陵原[3]

### 子女
- 柳机，隋朝使持节、冀州诸军事、冀州刺史、建安简公
- 柳弘，北周御正下大夫
- 柳旦，隋朝太常少卿、代理黄门侍郎、开府仪同三司、新城县男
- 柳肃，隋朝工部侍郎
- 柳勃，出继四叔祖[3]，相州林虑县县令
- 柳瑗明，长女，嫁长安男和稽勇[3]
- 柳琬净，次女，嫁当亭公贺若弼[3]
- 柳瑜光，三女，嫁虞部拓跋亶[3]
- 柳玉润，四女，嫁中外府记室侯莫陈孝达[3]
- 柳珉英，五女[3]

## 延伸阅读
[在维基数据编辑]
 《周書·卷22》，出自令狐德棻《周書》